# 신주현

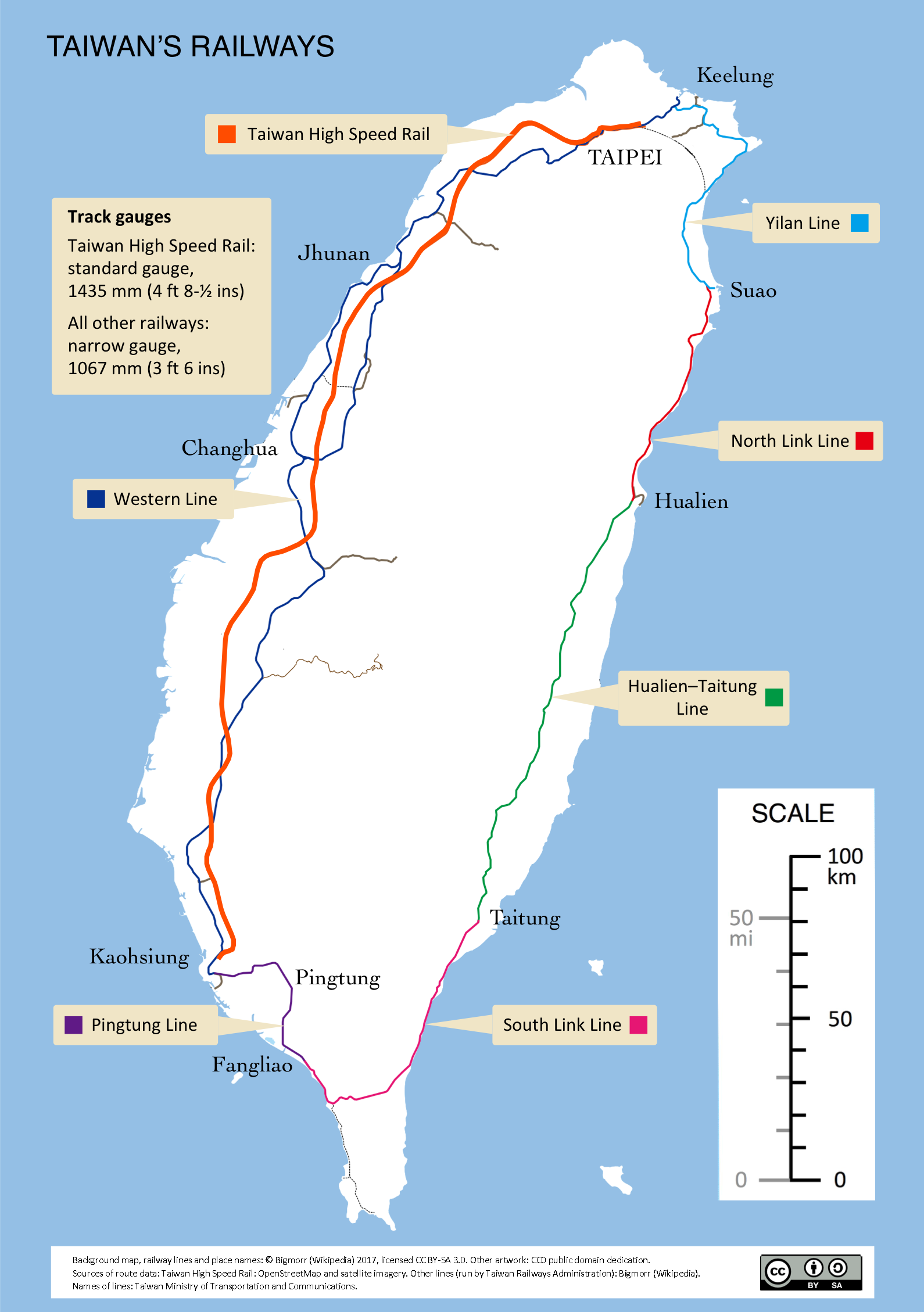

신죽현/신주현(중국어: 新竹縣, 병음: Xīnzhú Xiàn, 한자음: 신죽현)은 대만 북서부에 위치한 현이다. 타오위안시, 이란현, 타이중시, 먀오리현, 신주시와 접한다.

## 지리
신주현은 대만 북서부에 위치하고 북쪽은 타오위안시, 남쪽은 먀오리현과 접하고 서쪽은 대만 해협에 면하며 동쪽에는 쉐산산맥 다바젠산(大霸尖山)이 위치하고 있다. 지형은 펑산계/봉산계(鳳山渓), 터우첸계/두전계(頭前渓)의 하구에 충적평야가 펼쳐진 것 외에 보궁강 대지/백공강 대지(伯公岡台地) 및 후구 대지/호구 대지(湖口台地) 등의 대지, 구릉지가 펼쳐져 있다. 연평균 기온은 섭씨 21도, 연평균 강수량은 1949.1mm이다.

## 역사
신주의 옛 이름은 죽참(竹塹)이다. 이 지명이 처음 등장하는 것은 강희 16년(1677년)에 쓰여진 《비해기유(裨海紀遊)》이다. 그 유래는 옹정 11년(1733년)에 쓰여진 《담수청성비기(淡水廳城碑記)》에 '궐초환식자죽위위，고이죽참명성(厥初環植莿竹爲衞，故以竹塹名城)'이라는 표기가 있어 대나무로 둘러싸인 관청이 있어 죽참이라는 지명이 되었다고 생각된다.
1683년, 청의 대만의 통치가 시작되면서 신주 일대는 제라현(諸羅県)의 관할에 놓여졌고 관인에 의해 본격적인 개발이 시작되었다. 1723년, 제라현에서 담수청(淡水廳)의 관할로 개편되었고 1875년에는 담수청을 담수현 및 신죽현으로 분할하였고 현 정부가 설치되었으며 신죽으로 개칭되었다.
일본 통치 시대 당초에는 다이호쿠 현 신치쿠 지청이 설치되었지만 1901년에 신치쿠, 도엔 지청이 합병해 신치쿠 주가 성립되었으며 하부에 8군을 관할하게 되었고 주 정부는 신치쿠 군에 설치되었다. 2차 대전 후인 1945년 11월, 신주 시 정부가 성립했고 하부에 7구, 현재의 신주 시, 주둥진, 바오산향 등을 관할하게 되었다. 이듬해, 성할시가 된 신주 시 외에 신주, 타오위안, 중리, 먀오리의 8구를 설치해 신주 현 정부가 성립했으며 현 정부는 타오위안으로 옮겼다.
1950년의 지방제 개편으로 신주 현은 타오위안현, 신주 현, 먀오리현으로 분할되었고 신주 시는 신주 현의 소관이 되었다. 1982년 7월 1일, 신주 시와 샹산 향이 통합되면서 다시 신주 시가 성할시로 승격하였고 현 정부는 주베이 시로 옮겨져 현재에 이르고 있다.

## 행정 구역

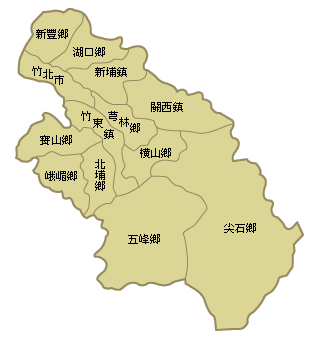
신주 현 행정구역도

1시 3진 9향을 관할한다.
- 주베이 시(竹北市)
- 관시 진(關西鎮)
- 신푸 진(新埔鎮)
- 주둥 진(竹東鎮)
- 바오산 향(寶山鄉)
- 베이푸 향(北埔鄉)
- 어메이 향(峨眉鄉)
- 헝산 향(橫山鄉)
- 후커우 향(湖口鄉)
- 젠스 향(尖石鄉)
- 충린 향(芎林鄉)
- 우펑 향(五峰鄉)
- 신펑 향(新豐鄉)

## 인구
| 연도 | 인구    | ±%     |
| --- | ------- | ------ |
| 1985 | 366,566 | —      |
| 1990 | 374,492 | +2.2%  |
| 1995 | 408,577 | +9.1%  |
| 2000 | 439,713 | +7.6%  |
| 2005 | 487,692 | +10.9% |
| 2010 | 513,015 | +5.2%  |
| 2015 | 542,042 | +5.7%  |
| 2020 | 570,775 | +5.3%  |
| Source:“Populations by city and country in Taiwan”. Ministry of the Interior Population Census. May 2018. |         |        |

## 경제
1980년대 신주과학공원 조성 이후 수많은 첨단산업이 발달했고 많은 노동자들을 신주현에 끌어모았다.

## 교육
- 중국과기대학
- 밍신 과기대학

## 교통

### 철도
- 대만 철로 관리국
  - 종관선
    - (타오위안시) - 베이후 역 - 후커우 역 - 신펑 역 - 주베이 역 - (신주 시)

  - 네이완 선
- 대만 고속철도
  - 신주 역

### 도로
- 국도 1호선
- 국도 3호선